# Parmentiera cereifera
Parmentiera cereifera là một loài thực vật có hoa trong họ Chùm ớt. Loài này được Seem. mô tả khoa học đầu tiên năm 1854.